# Lucifuga spelaeotes
Lucifuga spelaeotes is een  straalvinnige vissensoort uit de familie van naaldvissen (Bythitidae). De wetenschappelijke naam van de soort is voor het eerst geldig gepubliceerd in 1970 door Cohen & Robins.
De soort staat op de Rode Lijst van de IUCN als Kwetsbaar, beoordelingsjaar 1996.